# 아테나이의 무사이오스

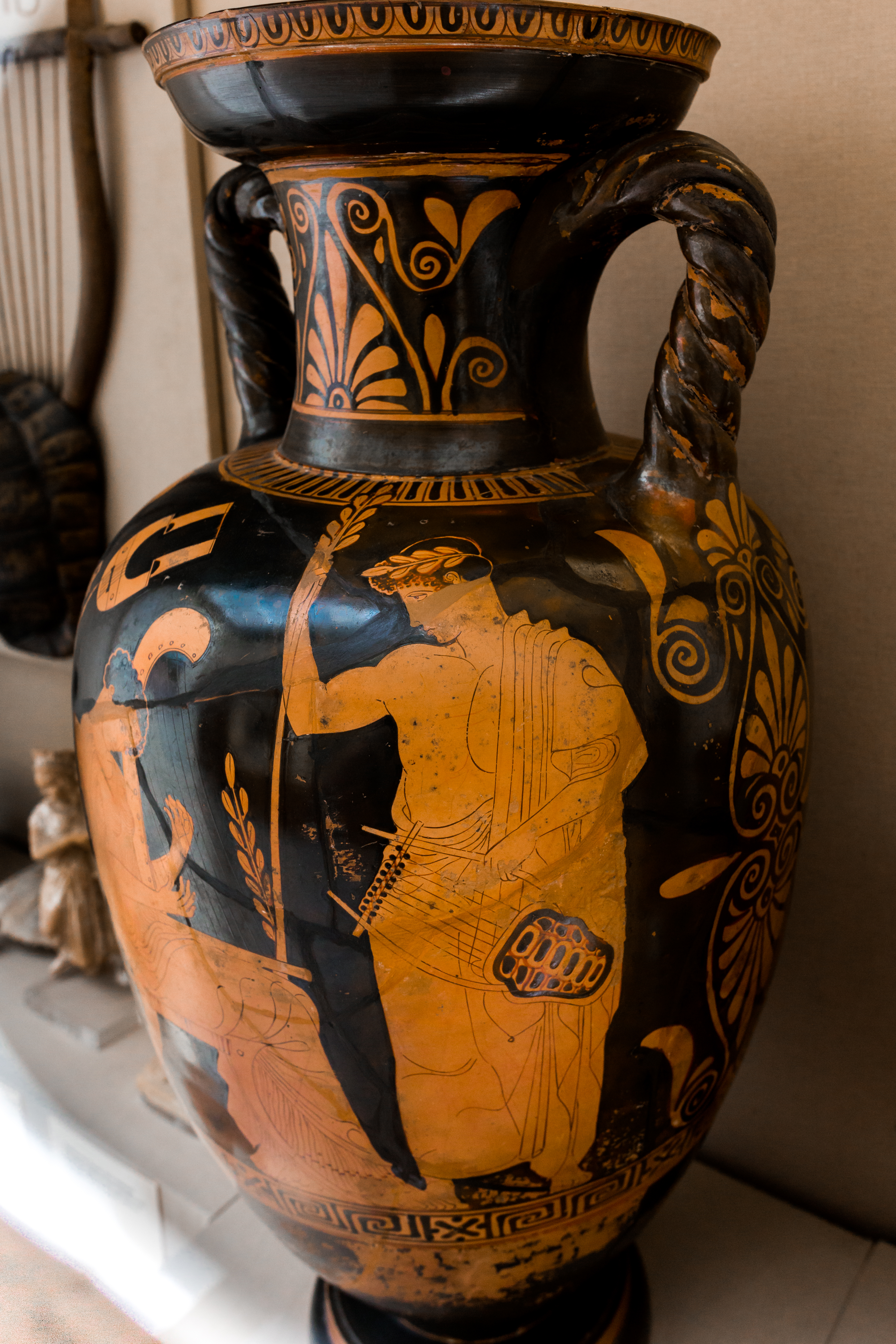

아테나이의 무사이오스(그리스어: Μουσαίος ο Αθηναίος)는 전설적인 박식가, 철학자, 역사가, 예언자, 선지자, 성직자, 시인, 음악가로서, 아티카의 사제 시가 창시자로 일컬어졌다. 봉헌과 정화의 찬가, 산문체 논문, 신탁의 응답을 작곡하였다.

## 저작
헤로도토스는 아테나이의 페이시스트라토스 치세 동안 학자 오노마크리토스가 무사이오스의 신탁을 수집하고 정리하였지만, 거기에 자신이 고안한 위조도 넣었으며, 나중에 헤르미오네의 라소스에게 발견된다고 기록하였다. 아티카, 특히 엘레우시스의 밀교적이고 신탁적인 운문과 관습은 무사이오스의 이름과 관련이 있다. 고트프리드 킨켈은 《티타노마키아》와 《신통기》를 그가 썼다고 여겼다.